# Финал Кубка Англии по футболу 2010
Финал Кубка Англии по футболу 2010 года стал 129-м финалом старейшего футбольного кубкового турнира в мире, Кубка Англии. Матч состоялся 15 мая 2010 года на стадионе «Уэмбли» в Лондоне, и стал четвёртым финалом Кубка Англии на обновлённом «Уэмбли». В финальном матче встретились клубы Премьер-лиги победитель Кубка Англии 2009 «Челси» и победитель Кубка Англии 2008 «Портсмут», матч судил рефери из Ливерпуля Крис Фой.
«Челси» перед финалом имел возможность завоевать первый в своей истории «золотой дубль», так как неделю спустя он стал чемпионом Англии сезона 2009/10. «Портсмут» вышел в финал, уже выбыв из Премьер-лиги и испытывая финансовые трудности: впервые в истории этот клуб находился под внешним управлением из-за банкротства; по правилам Премьер-лиги в случае перехода клуба под внешнее управление с него снималось 9 очков, но даже и это не спасло бы команду от выбывания в Чемпионшип.
«Челси» одержал победу со счётом 1:0 благодаря голу Дидье Дрогба со штрафного.

## Предпосылки
Финал Кубка Англии 2010 года для «Челси» стал девятым, из которых он выиграл пять финалов, а «Портсмут» выиграл два из четырёх финалов. «Портсмут» дошёл до финала Кубка Англии, но не сумел сохранить прописку в Премьер-лиге.
В Премьер-лиге «Челси» выиграл обе игры у «Портсмута», 2:1 на «Стэмфорд Бридж» и 5:0 на «Фраттон Парк». Впервые «Челси» и «Портсмут» встретились в Кубке Англии в Пятом раунде сезона 1928/29, тогда «Портсмут» выиграл ответный матч 1:0 на «Фраттон Парк», после того как сыграли в ничью 1:1 на «Стэмфорд Бридж». Портсмут далее вышел в финал, где проиграл «Болтон Уондерерс». Их следующая встреча состоялась 68 лет спустя, в Шестом раунде Кубка Англии сезона 1996/97, «Челси» победил со счётом 4:1, а впоследствии выиграл трофей.
Так как «Челси» гарантировал себе место в Лиге чемпионов УЕФА сезона 2010/11, а «Портсмут» не получил лицензию УЕФА,, то путёвка финалиста Кубка Англии 2009/10, за право участвовать в Лиге Европы сезона 2010/11, достанется команде занявшей шестое место в Премьер-лиге.

## Путь к финалу
| Челси            | Челси     | Раунд     | Портсмут          | Портсмут  |
| ---------------- | --------- | --------- | ----------------- | --------- |
| Оппонент         | Результат |           | Оппонент          | Результат |
| Уотфорд          | 5:0       | Раунд 3   | Ковентри Сити     | 1:1; 1:2  |
| Престон Норт Энд | 0:2       | Раунд 4   | Сандерленд        | 2:1       |
| Кардифф Сити     | 4:1       | Раунд 5   | Саутгемптон       | 1:4       |
| Сток Сити        | 2:0       | Раунд 6   | Бирмингем Сити    | 2:0       |
| Астон Вилла      | 0:3       | Полуфинал | Тоттенхэм Хотспур | 2:0       |
|                  |           |           |                   |           |

## Перед матчем

### Судьи матча
13 апреля 2010 года главным арбитром Финала Кубка Англии был назначен мерсисайдский специалист Крис Фой. Фой был главным арбитром Финала Трофея Футбольной лиги в 2007 году и Суперкубка Англии 2009 проходивших на «Уэмбли». Он также был четвёртым судьей в Финале Кубка Англии 2008 года.
Помощниками Фоя на Финал Кубка Англии 2010 назначены Джон Флинн, представляющий Футбольную ассоциацию ВВС, Шон Проктер-Грин из Футбольной ассоциации Линкольншира и Андре Марринер из Футбольной ассоциации Бирмингема в качестве четвёртого судьи. Официальным резервным арбитром будет Стюарт Берт из Футбольной ассоциации Нортгемптоншира.

### Форма
Основная форма обеих команд синяя, но в результате жребия «хозяином» матча стал «Челси» и было решено, что «Челси» будет играть в синей форме сезона 2010/11., а «Портсмут» выйдет на «Уэмбли» в новой белой форме с тёмно-бордовой и розовой отделкой.

### Церемония открытия
На протяжении сезона Кубка Англии 2009/10, трофей Кубка Англии совершил тур, который охватывал 30 мест. Турне началось с клуба «Борнмут» на стадионе «Дин Корт» 12 ноября 2009 года и завершится на Трафальгарской площади 13 мая 2010 года, за два дня до финала. На мероприятии, фанаты и все желающие имели возможность сфотографироваться с Кубком Англии, а также принять участие и в других мероприятиях.
Непосредственно перед стартом матча, пройдет краткая церемония открытия, в которой трофей будет установлен на постамент между строем игроков, которые выстроятся вдоль красной ковровой дорожки. Затем игрокам будут представлены главные гости и официальные лица, после чего будет сыгран национальный гимн.

## Обзор матча

### Первый тайм
Первая атака осталась за «Портсмутом». Едва началась игра, как Аруна Диндан после длинной передачи из глубины поля завладел мячом на правом фланге, но так и не сумел переиграть Эшли Коула, после выздоровления которого прочно на скамье запасных осел Юрий Жирков. Дав номинальным гостям провести свою атаку, подопечные Карло Анчелотти прочно завладели мячом в центре поля и повели своё позиционное наступление на владения Джеймса. Опасно было уже на 5-й минуте, когда после выстрела Фрэнка Лэмпарда из его излюбленной позиции перед неприятельской штрафной мяч просвистел в десятке сантиметров от штанги. «Портсмут», как мог, старался отвечать лондонцам атакой на атаку, но силы оппонентов явно были не равны. Тот же Лэмпард во втором эпизоде со своим участием лишь каким-то чудом не забил, эффектным дальним выстрелом направив мяч в крестовину неприятельских ворот. С этого момента прошла всего минута, как после передачи Флорана Малуда, мячом завладел Николя Анелька, ему удалось пробить из-под Стива Финнана, но сейв голкипера сохранил счет нулевым.
Если на старте поединка защитникам «Портсмута» ещё удавалось накрывать Дидье Дрогба, то к середине первого тайма бомбардир стал ощущать все больше свободы. В одном из эпизодов ему позволили даже нанести два удара в одной атаке из пределов штрафной, но обе попытки на себя приняли защитники. В одной из своих немногочисленных Фредерик Пикьонн практически в упор пришёлся по позиции Петера Чеха. После попадания Саломона Калу в перекладину с передачи Эшли Коула никто уже и не вспоминал об эпизоде «Портсмута». Тем более, что практически сразу же после этого каркас вновь сыграл на стороне «Портсмута», приняв на себя удар головой Джона Терри, взявшего себе в ассистенты Малуда. Небольшую передышку «Портсмут» получил незадолго до перерыва, когда медицинскую помощь оказывали Михаэлю Баллаку. После этого краткосрочного отдыха, Дрогба, в своём стиле выполнил сумасшедший удар со штрафного, и мяч от перчаток Джеймса вновь уже в четвёртый раз за тайм угодил в каркас. Но невезение продолжалось тем, что когда тот же Дрогба, замыкая прострел Анелька, пробил ещё раз в штангу.

### Второй тайм
Перерыв прошёл без замен. «Портсмут» на 52-й минуте провел отличную атаку, когда после передачи с правого фланга Джейми О`Хара Кевин-Принс Боатенг из убойной позиции пробил в сантиметрах от перекладины ворот «Челси». Затем Аруна Диндан на скорости ворвался в штрафную площадь Чеха и был там не по правилам остановлен заменившим в концовке первого тайма травмированного Баллака Жулиано Беллетти, дав арбитру отличный повод назначить пенальти. Боатенг, пробил совершенно бесхитростно прямо по центру ворот, дав тем самым Чеху шанс парировать выстрел ногой. Не успел «Портсмут» отойти от шока, как «Челси» удалось использовать свой стандарт. Дрогба великолепным выстрелом в дальний угол направил мяч в ворота от штанги.
Далее неплохой момент на 73-й минуте не реализовал Дрогба, в штрафной противника разобравшийся сразу с двумя защитниками, но пробивший прямо в руки Джеймсу. Спустя несколько минут Анелька пробил над перекладиной. В последние 10 минут у «Портсмута» вышли на замену Надир Бельхадж и Нванкво Кану. И первый практически сразу же едва не стал автором голевой передачи, но Диндану не хватило считанных сантиметров, чтобы дотянуться до прострела алжирца. Спустя 5 минут активный Бельхадж вновь нашёл ивуарийца, но тот так и не смог нанести удар. На 89-й минуте за падение Лэмпарда в неприятельской штрафной арбитром был назначен пенальти, но Лэмпард промахнулся, пробив в привычный левый угол мимо ворот. Затем уже на последней 90-й минуте у «Челси» вышел Дэниел Старридж вместо Николя Анелька и после трёх дополнительных минут «Челси» стал обладателем золотого дубля, выиграв Кубок Англии вматче с вслед за чемпионским титулом.

## Составы команд
| Челси                                                              | 1:0     | Портсмут                                                 |
| ------------------------------------------------------------------ | ------- | -------------------------------------------------------- |
| Дрогба 59′ · На 89-й минуте Лэмпард не реализовал пенальти (мимо). | (отчёт) | На 56-й минуте Боатенг не реализовал пенальти (вратарь). |

| Челси | Портсмут |

| Челси:                                            |    |                    |     |
|                                                   |    |                    |     |
| GK                                                | 1  | Петр Чех           |     |
| RB                                                | 2  | Бранислав Иванович |     |
| CB                                                | 33 | Алекс              |     |
| CB                                                | 26 | Джон Терри (к)     |     |
| LB                                                | 3  | Эшли Коул          |     |
| RM                                                | 8  | Фрэнк Лэмпард      |     |
| CM                                                | 13 | Михаэль Баллак     | 44' |
| LM                                                | 15 | Флоран Малуда      |     |
| RW                                                | 21 | Соломон Калу       | 71' |
| CF                                                | 11 | Дидье Дрогба       |     |
| LW                                                | 39 | Николя Анелька     | 90' |
| Запасные:                                         |    |                    |     |
| GK                                                | 40 | Энрике Илариу      |     |
| DF                                                | 19 | Паулу Феррейра     |     |
| DF                                                | 35 | Жулиано Беллетти   | 44' |
| MF                                                | 10 | Джо Коул           | 71' |
| MF                                                | 18 | Юрий Жирков        |     |
| MF                                                | 24 | Неманья Матич      |     |
| FW                                                | 23 | Дэниел Старридж    | 90' |
| Главный тренер:                                   |    |                    |     |
| Карло Анчелотти Игрок матча: Дидье Дрогба (Челси) |    |                    |     |

| Портсмут:       |    |                     |       |     |
|                 |    |                     |       |     |
| GK              | 1  | Дэвид Джеймс (к)    |       |     |
| RB              | 16 | Стив Финнан         |       |     |
| CB              | 3  | Рикарду Роша        | 90+1' |     |
| CB              | 4  | Аарон Мокоена       |       |     |
| LB              | 6  | Хейден Маллинс      |       | 81' |
| RM              | 24 | Аруна Диндан        |       |     |
| CM              | 11 | Майкл Браун         |       |     |
| CM              | 8  | Папа Буба Диоп      |       | 81' |
| LM              | 23 | Кевин-Принс Боатенг | 36'   | 73' |
| SS              | 5  | Джейми О’Хара       | 90+1' |     |
| CF              | 9  | Фредерик Пикьон     |       |     |
| Запасные:       |    |                     |       |     |
| GK              | 21 | Джейми Эшдаун       |       |     |
| DF              | 18 | Энтони Ванден Борре |       |     |
| DF              | 26 | Таль Бен Хаим       |       |     |
| DF              | 39 | Надир Белхадж       |       | 81' |
| MF              | 22 | Ричард Хьюз         |       |     |
| FW              | 17 | Джон Утака          |       | 73' |
| FW              | 27 | Нванкво Кану        |       | 81' |
| Главный тренер: |    |                     |       |     |
| Авраам Грант    |    |                     |       |     |

| Судейская бригада - Помощники судьи: - Джон Флинн (Оксфорд) - Шон Проктер-Грин (Линкольншир) - Резервный судья: Андре Марринер (Уэст-Мидлендс) | Регламент матча - 90 минут основного времени. - 30 минут овертайм в случае необходимости. - Послематчевые пенальти в случае необходимости. - Семь игроков в запасе. - Максимум три замены. |

## Статистика матча
|                  | Челси | Портсмут |
| ---------------- | ----- | -------- |
| Мячей забито     | 1     | 0        |
| Всего ударов     | 14    | 1        |
| Ударов в створ   | 10    | 1        |
| Владение мячом   | 56 %  | 44 %     |
| Угловых          | 6     | 2        |
| Нарушений        | 16    | 14       |
| Офсайдов         | 0     | 0        |
| Жёлтых карточек  | 0     | 3        |
| Красных карточек | 0     | 0        |